# パックマンゲーム
パックマンゲームは、1976年にトミー（現タカラトミー）より発売されたファミリー向けゲーム。

## ルール
2名ないし4名で遊ぶ。
まず、十字型の中央に位置する丸い物体（パックマン）をゼンマイを回す要領で一杯になるまで回してセットする。
回転が始まったら、バネ式になっている手の上にプラスチック製のコインを乗せ、口をパクパクさせながら回転するパックマンの口の中にタイミングよく放り込んでゆく。回転が止まるか、全員が手持ちのコインを使い果した時点で終了し、一番口の中にコインを入れた人が勝ち。

## 後期バージョン
後に、回転するキャラクタをナムコのパックマンに改め、モンスターのコマを加えたリニューアルバージョンも売り出された。米国後期版「Mr. Mouth」はカエル。